# Білостоцький повіт
Білостоцький повіт (пол. powiat białostocki) — один з 14 земських повітів Підляського воєводства Польщі.
Утворений 1 січня 1999 року в результаті адміністративної реформи.

## Загальні дані
Адміністративний центр — місто Білосток (не входить до складу повіту).
Станом на 1.01.2008 населення становить 138 004 осіб, площа 2976,45 км².

## Демографія
Демографічні дані повіту станом на 30.06.2005:
|       | Всього  | Всього | Жінки  | Жінки | Чоловіки | Чоловіки |
| ----- | ------- | ------ | ------ | ----- | -------- | -------- |
|       | осіб    | %      | осіб   | %     | осіб     | %        |
| Повіт | 139 434 | 100    | 70 580 | 50,6  | 68 854   | 49,4     |
| Міста | 50 227  | 100    | 25 843 | 51,5  | 24 384   | 48,5     |
| Села  | 89 207  | 100    | 44 737 | 50,1  | 44 470   | 49,9     |